# 虎賁
虎賁（こほん）は、前漢代に設立された皇帝直属の部隊名。

## 概要
前漢の武帝の建元3年（紀元前138年）に郎中令（光禄勲）の下に「期門」が設置された。期門は郎と同等で定員は無く、多い時は千人に達した。僕射（秩比千石）が置かれた。門の下に集まることを約束してお忍びに随行したことが名前の由来だという（『漢書』百官公卿表上顔師古注引服虔説）。
平帝の元始元年（1年）に期門を虎賁郎と改称し、中郎将（秩比二千石）を置いた。「賁」の語意は奔る、勇むで、虎の如く勇猛果敢の意である。
王莽が元始5年（5年）に九錫を与えられた際、恩典の一つとして虎賁300人を門の衛士として与えられた（『漢書』王莽伝上）。
後漢においても光禄勲に属し、虎賁中郎将（秩比二千石）が宿衛侍従を職とする虎賁中郎（秩比六百石）、虎賁侍郎（秩比四百石）、虎賁郎中（秩比三百石）、節従虎賁（秩比二百石）を司った。虎賁郎は本人が死んだら子が代わりに就任することとなっていた（『続漢書』劉昭注引荀綽『晋百官表注』）。また、左右僕射、左右陛長各1名（各秩比六百石）もおり、僕射は虎賁郎に射撃を教えることを掌り、陛長は当直を掌った。
曹操が建安18年（213年）に九錫を与えられた際も、恩典の一つとして虎賁300人を門の衛士として与えられた（『三国志』武帝紀）。その後も禅譲革命の前段として九錫が与えられる際に虎賁も与えられるようになった。
その後も虎賁は皇帝の衛士の名として残ったが、唐王朝において太祖の廟号が贈られた李虎の諱を避けて、唐代では「武賁」と改められている。